# Đorđe Krstić
Đorđe Krstić (en serbe cyrillique : Ђорђе Крстић ; né le 19 avril 1851 à Stara Kanjiža - mort le 30 octobre 1907 à Belgrade) était un peintre réaliste serbe.

## Biographie
Đorđe Krstić est né à Stara Kanjiža, une ville alors située au sein de l'empire d'Autriche,. Il a effectué ses études de peintre à l'Académie des beaux-arts de Munich, dont il est sorti diplômé en 1881. Ses premières œuvres, Utopljenica (La Noyée), Anatom (L'Anatomiste), Pisac jevanđelja (L'Évangéliste) sont influencées par l'école réaliste allemande,. Son œuvre Utopljenica lui a valu une médaille de bronze de Académie de Munich.

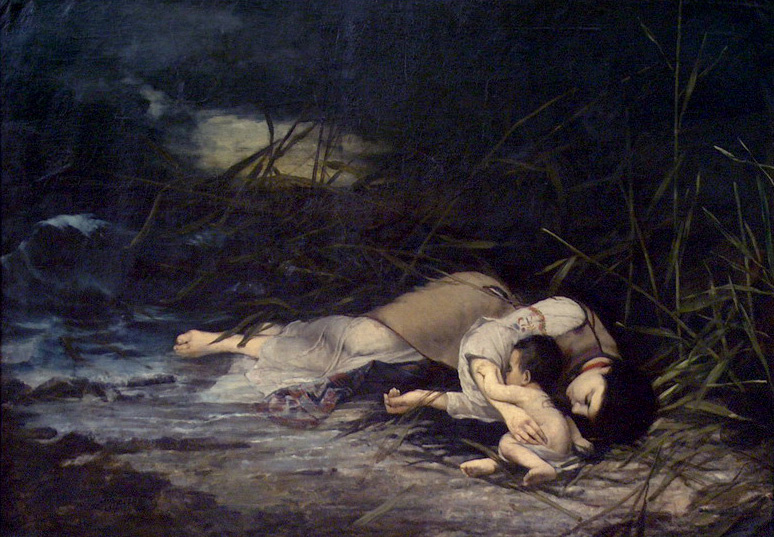
La Noyée, 1879

À partir de 1883, Đorđe Krstić s'installa dans le royaume de Serbie, dont il dresse un tableau idyllique dans des œuvres comme Pejzaž sa Kosova polja (Paysage à Kosovo Polje), Iz okoline Čačka (Environs de Čačak), Iz Leskovca (De Leskovac), Studenica ou Manastir Žiča (Monastère de Žiča).
Il a peint plusieurs iconostases, dont l'une des plus importantes est celle de l'église de l'Ascension à Čurug. Il a également réalisé des peintures pour l'iconostase de la cathédrale de Niš ; ces peintures restèrent inachevées parce qu'elles étaient considérées comme trop profanes, en particulier celle de la mort du prince Lazar, qui ne fut jamais installée dans l'iconostase ; à la suite de l'incendie du 12 octobre 2001 qui ravagea la cathédrale de Niš onze icônes de Đorđe Krstić ont été détruites.
Le 30 janvier 1884, Đorđe Krstić est devenu membre de la Société savante de Serbie (Srpsko učeno društvo) et, en 1892, membre de l'Académie royale de Serbie (Srpska kraljevska akademija).

## Œuvres
Parmi les œuvres les plus connues de Đorđe Krstić, on peut citer Anatom, Babakaj, Alaska vrata, Sveti Sava blagosilja decu et Smrt kneza Lazara (La Mort du prince Lazar).
Certaines de ses œuvres sont conservées au musée national de Belgrade et au musée national de Kragujevac.